# Подгорие (Беласица)
 Тази статия е за областта в северното подножие на Беласица.  За селото в Община Костенец вижте Подгорие.  
Подгорие (наричано още Подгория или Подгор) е географска област в северното подножие на Беласица, днес разположена на териториите на България и Северна Македония.

## География
Подгорието обхваща южните части на Санданско-петричката и Струмишко-радовишката котловина, между градовете Петрич от изток и Струмица от запад. На север се ограничава от река Струмешница. Представлява пролувиален шлейф, съставен от взаимно свързани етажирани наносни конуси на реките Луда Мара, Ляшнишка, Иваник, Коларовска, Камешница, Яворнишка, Ключка, Ремешница, Стар дол, Ломница, Баба, Бърлен, Дерман и други. Най-високите му части са образувани от едри стални късове, примесени с груб чакъл, средните - от по-дребни материали, а ниските от най-фини частици. В Подгорието извират множество сладководни и минерални извори, като най-значими са тези при село Банско. Почвите са делувиални и делувиално-ливадни, а в ниските части около река Струмешница земите са обработваеми. На надморска височина 250-800 м има кестенови гори, примесени с чинар, келяв габър и зимен дъб.

## Селища
В Подгорието са разположени редица села, обхванати от общините Петрич (на българска територия) и Ново село и Струмица (на северномакедонска територия). В българската част на Подгорието от изток на запад се намират следните села: Беласица, Коларово, Самуилово, Камена, Яворница, Ключ, Скрът и Габрене. В северномакедонската част на Подгорието в същия порядък са разположени селата: Старо Конярево, Дражево, Смолари, Мокрино, Мокриево, Борисово, Колешино, Габрово, Банско, Свидовица и Куклиш.